# Cnemaspis whittenorum
Cnemaspis whittenorum es una especie de escamosos de pequeño tamaño de la familia Gekkonidae.

## Distribución geográfica
Es endémica de las islas Mentawai, en Indonesia. [cita requerida]

## Estado de conservación
Se encuentra amenazada por la pérdida de su hábitat natural. [cita requerida]